# Irakoniscus kosswigi
Irakoniscus kosswigi är en kräftdjursart som beskrevs av Albert Vandel 1980. Irakoniscus kosswigi ingår i släktet Irakoniscus och familjen Trachelipodidae. Inga underarter finns listade i Catalogue of Life.